# Portable document format
Het portable document format, of kortweg pdf, is een bestandsformaat dat sinds ongeveer 1993 een de facto standaard is voor de uitwisseling van elektronische documenten en formulieren die in hun oorspronkelijke vorm gereproduceerd moeten kunnen worden. Sinds 2008 is het portable document format een ISO/IEC-standaard bekend als ISO 32000|ISO/IEC 32000-1:2008.

## Kenmerken
Pdf is een universeel bestandsformaat waarmee lettertypen, afbeeldingen en opmaak van elk willekeurig brondocument behouden blijven, ongeacht het programma of het platform waarmee het document werd gemaakt, dit in tegenstelling tot bijvoorbeeld HTML.
Een voordeel van een pdf-bestand is dat het — in tegenstelling tot bijvoorbeeld een Word-document — op elke printer er hetzelfde uit zal zien. Dit maakt het een goede optie om documenten uit te printen, maar maakt het minder flexibel bij bekijken op een beeldscherm omdat bij tekst de regellengte vast ligt. Dit betekent dat als op een klein beeldscherm de tekst groot gemaakt wordt die deels buiten het beeldscherm kan komen te vallen. Tekstverwerker- en HTML-documenten passen zich aan aan de grootte van het scherm (of het venster, als dat kleiner is).
Ook kan een pdf-bestand op alle platformen bekeken en/of bewerkt worden; het is dus niet platformafhankelijk (al geldt dit ook voor HTML en de meeste Office-standaarden). Veel handleidingen van elektronica-apparatuur, computerhardware en -software, en dergelijke, verschijnen in plaats van als drukwerk als pdf.
Technieken voor het versleutelen van de inhoud en het beveiligen van tekst tegen kopiëren zijn ingebouwd in het programma Adobe Reader, dat veel wordt gebruikt om pdf-bestanden te bekijken of te printen. In tegenstelling tot wat wordt gedacht, is verspreiding van informatie in de vorm van pdf niet wezenlijk veiliger dan verspreiding in andere indelingen. De drempel voor kopiëren of ontsleutelen is voor eindgebruikers normaal gesproken wat hoger. Voor hackers is het desondanks te kraken.
De pdf-indeling is ontwikkeld door Adobe. Ook de TeX-gebruikersgroepen hebben veel bijgedragen. Nadat pdf lange tijd alleen een feitelijke standaard was, heeft Adobe in juli 2008 de specificaties voor PDF 1.7 opengesteld en als ISO 32000-1 gepubliceerd.
Een tekst in een pdf-bestand kan als tekst of als afbeelding zijn opgeslagen, of allebei, in geïntegreerde vorm. Bij opslag van de tekst alleen als tekst is de geheugenruimte veel kleiner. Dit komt het meeste voor, al of niet met echte afbeeldingen (die dan het meeste bijdragen aan de bestandsomvang). Als de tekst alleen als afbeelding is opgeslagen dan werkt de zoekfunctie niet; of dit het geval is staat nergens expliciet; men kan het uiteraard constateren door de zoekfunctie toe te passen met een zeker aanwezige tekst (één letter is genoeg), maar ook door te proberen een tekst te selecteren die meerdere regels omvat, maar niet bestaat uit de volledige regels; dit lukt in dit geval niet, men kan slechts een rechthoek selecteren. Een reden voor opslag als afbeelding kan zijn dat de precieze vormgeving van een papieren origineel wordt gereproduceerd. Een reden van alleen opslag als afbeelding kan zijn dat dit bij het uitgaan van een papieren origineel veel minder bewerkelijk is, het vergt alleen het scannen. Een andere mogelijke reden is privacy. Dit geldt sinds 1 juli 2015 voor sommige publicaties in de Nederlandse Staatscourant. Soms is de tekst te vinden met bijvoorbeeld Google, namelijk als deze voor het indexeren OCR heeft toegepast. De tekst is dan ook in de cache als tekst beschikbaar.
Bij de combinatie van opslag als tekst en als afbeelding heeft men zowel de zoekfunctie als de precieze vormgeving, maar wel het nadeel van de grote bestandsomvang. Een voorbeeld is de digitale versie van Het Koninkrijk der Nederlanden in de Tweede Wereldoorlog.

## Subsets
Naast het overkoepelende pdf-formaat bestaan er ook verscheidene subsets die uitgewerkt zijn (of worden) als ISO-standaard:
- PDF/X: de X staat voor exchange (uitwisseling); een PDF/X-document kan in principe door elke drukkerij verwerkt worden. Dit houdt bijvoorbeeld in dat enkel CMYK-kleuren gebruikt mogen worden, dat alle fonts in de pdf aanwezig moeten zijn, dat het document niet versleuteld mag zijn, en zo verder.
- PDF/A: de A staat voor archivable (archiveerbaar); dit is het formaat dat bedoeld is om pdf-documenten te archiveren. Naast een aantal vereisten die heel gelijkwaardig zijn aan die voor PDF/X, is het ook vereist dat het document over voldoende metadata beschikt in het XMP-formaat. Een speciaal type van PDF/A vereist ook dat de pdf tagged is.
- PDF/E (in ontwikkeling): de E staat voor engineering
- PDF/UA (ISO 14289-1:2012): UA staat voor universally accessible
- PDF/H (in ontwikkeling): H staat voor healthcare

Voor een chronologisch overzicht van de evolutie van pdf van propriëtair formaat naar een open standaard, zie History of PDF Openness, waar men naast de opeenvolgende uitgaven van de diverse pdf-specificaties ook de eerste publicatiedatum vindt van de belangrijkste open pdf-software zoals Ghostscript, Xpdf, PDFlib en iText.

## Pdf-bestanden maken
In tegenstelling tot de leessoftware is de software van Adobe voor het aanmaken van pdf-bestanden niet gratis. Er zijn voldoende alternatieven. Vanaf Microsoft Office 2007 is het mogelijk bestanden op te slaan en te versturen als pdf, al dan niet met een behulp van een gratis add-in. Andere Office-pakketten, zoals OpenOffice, LibreOffice en WordPerfect bieden de mogelijkheid documenten te exporteren naar pdf-indeling. Er zijn naast betaalversies ook programmabibliotheken aanwezig die de pdf-indeling ondersteunen, bijvoorbeeld Apache FOP en iText. Verschillende scanner-, OCR- en archiveringsprogramma's als OmniPage en FineReader kunnen met het pdf-formaat overweg, waarbij vaak de opmaak voor gaat op de tekstherkenbaarheid.
Ook bestaan er gratis hulpprogramma's waarmee PostScript-bestanden omgezet kunnen worden naar pdf. Met een gratis 'PostScript-driver' is het mogelijk om vanuit ieder programma naar een PostScriptbestand te "printen".
Met LaTeX kan men ook pdf's maken.
Soms moet voor het als pdf opslaan van informatie op het scherm de optie 'printen' gekozen worden, en vervolgens de optie 'opslaan als pdf'.

## Pdf-lezers
Naast de meest bekende pdf-lezer Adobe Reader zijn ook nog andere pdf-lezers beschikbaar, waaronder:
- PDF Xchange Editor
- Foxit Reader
- Xpdf
- Evince
- Sumatra PDF

Gebruikers van het besturingssysteem macOS van Apple gebruiken om pdf-bestanden te openen meestal het meegeleverde programma Voorvertoning in plaats van Adobe Reader, dat men afzonderlijk moet downloaden.
Daarnaast kunnen webbrowsers zoals Chrome en Firefox ook pdf-bestanden weergeven.